# Technical Ecstasy
Technical Ecstasy (рус. Технический экстаз) — седьмой студийный альбом британской рок-группы Black Sabbath, выпущенный в 1976 году.

## Об альбоме
В музыкальном плане диск представляет собой дальнейшее развитие музыкальных идей гитариста и основного композитора группы Тони Айомми. Так же, как и на прошлых двух альбомах, на Technical Ecstasy простые и короткие песни, такие, как «Rock 'N' Roll Doctor», контрастируют с более продолжительными и сложными песнями, такими, как «You Won’t Change Me» и «Dirty Women». Cepьёзное участие в записи альбома принял клавишник Джеральд Вудрафф. 
Исходный материал был несколько подпорчен неважным продюсированием, и поэтому не смог повторить коммерческого успеха своего предшественника, альбома "Sabotage" (1975).
Тем не менее, отчасти благодаря прекрасным песням, а отчасти благодаря громкому имени «Black Sabbath», этот альбом стабильно продавался и в конце концов получил свою «платину» в Великобритании и «золото» в США.
"Technical Ecstasy" достиг 13-го места в хит-параде Великобритании и 51-го места в хит-параде американского журнала «Billboard».

## Оформление альбома
Оформление "Technical Ecstasy" было выполнено дизайнерской студией "Hipgnosis" (это был первый опыт сотрудничества "Black Sabbath" с этим агентством) и разительно отличалось от «готического» визуального решения предыдущих альбомов группы.
На лицевой стороне обложке изображены два робота, которые стоят на движущихся в противоположные стороны эскалаторах и передают друг другу нечто наподобие телесных флюидов.
На задней обложке представлено дальнейшее развитие событий, когда роботы уже разъехались в разные стороны.
Кроме того, вкладыш Technical Ecstasy содержит изображения, стилизованные под технические чертежи.

## Список композиций
Авторы — Тони Айомми, Гизер Батлер, Билл Уорд, Оззи Осборн.
1. «Back Street Kids» (Дети с глухих улочек) — 3:47
2. «You Won’t Change Me» (Ты меня не изменишь) — 6:42
3. «It’s Alright» (Всё в порядке) — 4:04
4. «Gypsy» (Цыганка) — 5:14
5. «All Moving Parts (Stand Still)» (Все подвижные части [Остановитесь]) — 5:07
6. «Rock 'n' Roll Doctor» (Рок-н-ролльный доктор) — 3:30
7. «She’s Gone» (Она ушла) — 4:58
8. «Dirty Women» (Грязные женщины) — 7:13

## Участники записи
- Тони Айомми — гитары
- Оззи Осборн — вокал
- Гизер Батлер — бас-гитара
- Билл Уорд — ударные, вокал в «It’s Alright»
- Джеральд Вудрафф — клавишные

## Интересные факты
- В композиции «It’s Alright» вокальную партию исполняет Билл Уорд (это решение было поддержано Оззи Осборном).
- Композиция «It’s Alright» неоднократно исполнялась вживую группой Guns N' Roses.
- Видеоигра «Rise of the Triad» имеет уровень, названый в честь этого альбома.